# Регистър на токсичните ефекти на химичните вещества
Регистърът на токсичните ефекти на химичните вещества (на английски: Registry of Toxic Effects of Chemical Substances, RTECS) е база данни с информация за токсичността, събрана от откритата научна литература без позоваване на валидността или полезността на докладваните изследвания. До 2001 г. се поддържа от Националния институт за безопасност и здраве на САЩ като свободно достъпна публикация. Сега се поддържа от частната компания BIOVIA или от няколко дистрибутори и се предлага само срещу заплащане или чрез абонамент.